# Niños ricos, pobres padres
Niños ricos, pobres padres es una telenovela juvenil producida por RTI Televisión para Telemundo. Basada en la exitosa serie de televisión estadounidense Beverly Hills, 90210.
Protagonizada por Carmen Villalobos, Fabiola Campomanes, Javier Delgiudice y Aldemar Correa. Con las participaciones antagónicas de Margarita Muñoz, Sebastián Caicedo, Javier Jattin, Aylín Mujica y Geraldine Zivic. Con las actuaciones estelares de Angela Vergara, Marcelo Cezán y Juan Pablo Shuk.

## Historia
Alejandra Paz es una adolescente de 17 años, dulce y cariñosa pero de carácter fuerte. Aunque no sabe lo que es tenerlo todo en la vida sin sacrificios es una chica muy feliz. Su vida cambia de un momento a otro cuando se entera de que su madre Lucía Ríos, llegó a los Estados Unidos huyendo de un pasado triste y nunca arregló su situación migratoria en el país, por lo que es deportada. 
Alejandra decide no dejar sola a su madre y se va con ella de regreso a su país, Colombia, del cual había huido más de 20 años atrás por una desilusión amorosa. A su llegada al país, la hermana de Lucía, Verónica Ríos De La Torre, las recibe a regañadientes en su lujosa residencia. Con la ayuda de su tío político, Alejandra comienza a estudiar en el Colegio Gimnasio Mixto San Simón, donde acuden los hijos de prestigiosas familias del país. Aquí estudián los "niños ricos" que le harán la vida imposible a Alejandra. 
En este colegio el sexo, el alcohol, las armas ilegales y las drogas, la violencia, los chantajes y los negocios ilegales están a la orden del día. Estos "niños ricos" viven sin leyes y hacen lo que quieran porque saben que sus padres los sacarán de cualquier problema que tengan para evitar los escándalos. En su primera noche en el país, Alejandra va a una fiesta invitada por su primo Santiago. En realidad, quien desea su presencia en la fiesta es Esteban San Miguel, que se ha vuelto loco por ella desde que la vio. La fiesta se celebra en casa de Isabella Domínguez, novia de Esteban, y esa misma noche Alejandra pierde su virginidad al ser violada, drogada y fotografiada por su agresor. Al día siguiente, suben dichas fotos a una página de Internet, donde aparece Alejandra como "La chica de la semana". Todos en el colegio saben que los culpables son Esteban San Miguel junto con sus amigos Matías Quíntana, Juan Alarcón y Miguel Zabala. 
David Robledo, el alumno becado y pobre del prestigioso colegio, se convierte en el ángel protector de Alejandra, quien tendrá que pasar por pruebas durísimas para conocer la verdadera felicidad; entre ellas, sobrevivir a las maldades de Isabella, que hará todo para arruinarle la vida y separarla de Esteban.

## Elenco
- Carmen Villalobos - Alejandra Paz Ríos
- Aldemar Correa - David Robledo[2]
- Fabiola Campomanes - Lucía Ríos Vda. de Paz
- Javier Delgiudice - Guillermo San Miguel
- Margarita Muñoz - Isabella Domínguez
- Sebastián Caicedo - Esteban San Miguel
- Aylín Mujica - Verónica Ríos de De la Torre
- Juan Pablo Shuk - Roberto De la Torre
- Marcelo Cezán - Jorge Cervantes
- Angela Vergara - Vanessa Vergara
- Geraldine Zivic - Mónica de San Miguel
- Millie Ruperto - Bertha de Robledo
- Didier van der Hove - César Alarcón
- Johanna Bahamón - Karina Suárez de Domínguez
- Conrado Osorio - Eduardo Domínguez
- Andrés Fierro - Diego Aguirre
- Javier Jattin - Matías Quintana
- Paula Barreto - Dorotéa Cortés
- Carlos Arturo Buelvas - Santiago de la Torre
- Tatiana Renteria - Aura de Aguirre
- Juan David Agudelo - Juan Alarcón
- Alexander Rodríguez - Mauricio Huertas
- Margarita Vega - Juliana Pardo
- Álvaro Garcia Trujillo - Sr. Thómas Donnelly
- Mónica Pardo - Anais Obregón
- Alexander Gil - Arturo Duque
- Mónica Chávez - Laura Restrepo
- Camilo Perdomo - Manuel Cervantes de la Rosa
- Sebastián Eslava - Miguel Zavala
- Maleja Restrepo - Amelia Richards
- Juliana Gómez - María Dolores "Lola/Lolita" Robledo
- Gabriel Valenzuela - Gabriel Granados
- Majida Issa - Martha Granados
- Carlos Hurtado - Rafael Robledo
- Alejandra Gúzman - Rocío Granados
- Santiago Cepeda - Cesar Duqué
- JEM-C - Rasta
- Ivette Zamora - Claudia
- Nubia Jiménez - Marlene
- Luz Miryam Guarín - Housemaid
- Rodolfo Ordóñez - Doctor
- Tirsa Pacheco - Headmaster
- Josué Bernal - Bravo
- Alex Rodríguez - Mauricio Huertas